# Jagüey (Aguada)
Jagüey es un barrio ubicado en el municipio de Aguada, Puerto Rico, Estados Unidos. Según el censo de 2020, tiene una población de 1723 habitantes.

## Geografía
La localidad está ubicada en las coordenadas 18°21′1″N 67°12′4″O / 18.35028, -67.20111. Según la Oficina del Censo de los Estados Unidos, Jagüey tiene una superficie total de 3.5 km², que corresponden a tierra firme.

## Demografía
Según el censo de 2020, hay 1723 personas residiendo en Jagüey. La densidad de población es de 492.3 hab./km². El 27.0% de los habitantes son blancos, el 7.9% son afroamericanos, el 0.1% son amerindios, el 0.1% es asiático, el 0.1% son isleños del Pacífico, el 29.5% son de otras razas y el 35.3% son de una mezcla de razas. Del total de la población, el 99.4% son hispanos o latinos de cualquier raza.